# Iberdrola Renovables
Iberdrola Renovables este o companie energetică spaniolă deținută în proporție de 80% de Iberdrola.
Iberdrola Renovables activează în 23 de țări și este lider în capacitatea instalată (cu aproape 11.294 MW la încheierea primului trimestru al anului 2010) și de producție de energie (de peste 6.812 milioane kWh).

## Iberdrola Renovables în România
Compania a încheiat în luna februarie 2008 un acord pentru preluarea a aproximativ 50 de proiecte de parcuri eoliene în estul României, cu o capacitate totală de 1.600 de MW, pentru maximum 300 milioane de euro.
Iberdrola Renovables și-a deschis primul birou la București în 2009, ca parte a planului său de a-și întări prezența în Europa de Est.
Compania deține deja parcuri eoliene funcționale în Polonia (161 MW) și Ungaria (50 MW) și lucrează la proiectele din Estonia (unde implementează cea mai mare fermă eoliană din această țară, de 150 MW) și Bulgaria.